# Wellness
Wellness (tłum. pomyślność) – określenie oznaczające stan równowagi umysłu, ciała i ducha człowieka, w których panuje uczucie ogólnego dobrobytu. Jest ono używane w kontekście medycyny alternatywnej. Termin został ukuty w latach 50. XX wieku przez Halberta L. Dunna. Wellness utożsamiane jest z rozwojem pokolenia, które urodziło się po drugiej wojnie światowej. Pojęcie odnosi się do zamożniejszych społeczeństw, których podstawowe potrzeby ciała (potrzeby żywności, higieny, schronienia i podstawowej opieki medycznej) zostały już zapewnione.
Wiele z rozwiązań stosowanych w realizacji celu dobrego samopoczucia, w rzeczywistości skierowane są na zwalczanie skutków ubocznych bogactwa, takich jak otyłość i brak aktywności fizycznej. Znaczenie wellness wzrosło w popularnej koncepcji począwszy od XIX wieku, wraz z rozwojem przemysłu, podobnie jak zjawisko klasy średniej. Społeczeństwo które opiera się na zasadach wellness, to takie, dla którego najważniejszym aspektem staje się zdrowie, witalność, niespożyte siły i energia. Jest to pokolenie, które pragnie zatrzymać swoją młodość, dzięki czemu powstają różnego rodzaju firmy i programy, które świadczą usługi związane ze zdrowiem, poprawą samopoczucia, czy aktywnością fizyczną.

## Programy
Oferty różnią się w zależności od odbiorcy docelowego, któremu są proponowane. Inne pomysły na poprawę samopoczucia za pomocą rekreacji wellness są oferowane seniorom, a inne np. modelkom.
Programy zdrowotne promują wyspecjalizowane firmy oraz szkoły, z uwzględnieniem programów osobistych, które można zakupić u trenerów personalnych. Programy wellness próbują ułatwić poprawę życia zalecając pozytywne zmiany w stylu życia. Programy odnowy biologicznej oferują alternatywne techniki medycyny w celu poprawy samopoczucia. Wskazanie czy te techniki rzeczywiście wpływają i poprawiają zdrowie fizyczne jest kontrowersyjne i stało się przedmiotem wielu dyskusji. Zachowania w dążeniu do odnowy biologicznej organizmu często zawierają wiele praktyk w zakresie ochrony zdrowia, takie jak dokonywanie zdrowych zmian w stylu życia i wykorzystywanie terapii naturalnych.

## Zabiegi wellness
Na osiągnięcie i utrzymanie dobrego samopoczucia, składają się takie czynniki jak: Regularne badania medyczne, w tym zdrowia psychicznego, aktywność fizyczna, zdrowe odżywianie, samozadowolenie finansowe, produktywność, a także gotowość i unikanie niekorzystnych czynników np. samodestrukcyjnych zachowań. Wellness można również określić jako stan równowagi organizmu, który utrzymywany powoduje, że organizm nie odczuwa przemęczenia, nie grozi mu stan depresyjny lub choroby. Zwolennicy wellness regularnie podejmują inicjatywy pracy nad sobą, w celu poprawy własnego stanu zdrowia fizycznego, psychicznego, emocjonalnego, duchowego, sytuacji środowiskowej, społecznej czy zawodowej. Korzystają z zabiegów kosmetycznych i rekreacyjnych. Są klientami np. klubów fitness, basenów, ośrodków spa, saun, salonów urody. Odwiedzają dietetyków, fizjoterapeutów oraz trenerów personalnych. 
Najpopularniejsze zabiegi wellness na ciało to:
- sauna – pobyt w saunie sprzyja relaksacji i medytacji. Jednocześnie jest to świetny sposób na oczyszczanie organizmu z toksyn. Sauna poprawia krążenie i łagodzi napięcie mięśniowe i nerwowe
- fizjoterapia (ang. physical therapy, physiotherapy, PT) – metody fizjoterapii czyli masaż, kinezyterapia oraz ćwiczenia rehabilitacyjne mają za zadanie działać pozytywnie na skórę (np. masaż twarzy, tkankę podskórną, mięśnie i stawy, a także układ krążenia, układ nerwowy i narządy wewnętrzne. Stosowana jest także terapia manualna i akupunktura
- fitness i inne formy ćwiczeń fizycznych – zwykle stosowane jest połączenie treningu wytrzymałościowego z siłowym, ze szczególnym uwzględnieniem ćwiczeń rozciągających mięśnie, wspomagających równowagę, oraz wzmacniających stabilność stawów. Trenerzy wellness zwracają zawsze uwagę, że aktywność fizyczna potrzebna, jeśli każdy człowiek chce się cieszyć zdrowiem i dobrym samopoczuciem. Podczas wysiłku fizycznego wydzielają się endorfiny, które poprawiają nastrój[2]

Aby powyższe miały skutek potrzebna jest również odpowiednia dieta. Osoby które uprawiają wellness nie zapominają o zdrowym odżywianiu. Regularnie detoksykują swój organizm m.in. poprzez picie wody z cytryną. Najpopularniejsze diety to:  
Alkaliczna (opierająca się na kwasowo-zasadowej gospodarce organizmu, raw czyli surowa dieta, oraz dieta zgodna z grupą krwi.